# Ennedi Ouest
Ennedi Ouest (arabisch إنيدي الغربية) ist eine Provinz des Tschad, die 2012 aus der westlichen Hälfte der Region Ennedi entstanden ist. Sie scheint dasselbe Gebiet zu umfassen wie das frühere Departement Ennedi Ouest. Die Hauptstadt der Provinz ist Fada.

## Geographie
Die Provinz grenzt im Norden an Libyen, im Osten an die Provinz Ennedi Est, im Süden an die Provinz Wadi Fira und im Westen an die Provinz Borkou. Geographisch gesehen ist die Provinz Teil der Wüste Sahara.
Die nördliche Grenze der Provinz liegt innerhalb des Aouzou-Streifens, der historisch gesehen ein Streitpunkt zwischen dem Tschad und Libyen ist.

## Untergliederung
Die Provinz Ennedi Ouest wird unterteilt in zwei Départements:
- Fada
- Mourtcha

## Siedlungen
Die regionale Hauptstadt ist Fada; andere wichtige Siedlungen sind Gouro, Kalait, Nohi und Ounianga Kébir.

## Demographie
Die Bevölkerung der Provinz wird auf 59.744 geschätzt. Die wichtigsten ethnolinguistischen Gruppen sind die Tedaga und Dga Toubou und die Zaghawa.

## Regierung
Der derzeitige Gouverneur der Provinz ist Mornadji Mbaïssanébé Kar-Ouba, der zuvor als General in der tschadischen Luftwaffe und als Gouverneur der Provinz Moyen-Chari gedient hat.